# 月刊アクション
『月刊アクション』（げっかんアクション、MONTHLY ACTION）は、かつて双葉社が発行していた月刊漫画雑誌。2013年5月25日創刊、2024年2月24日休刊。毎月25日に発売された。

## 歴史
2013年の創刊。創刊日の5月25日は、双葉社の創立記念日に当たる。刊行表記月は発売月の翌々月で、創刊号は7月号。
2012年、双葉社は『漫画アクション』、『コミックハイ!』、『まんがタウン』の3編集部を統合し、漫画アクション編集部とした。本誌はその3誌の編集者が総出で参加し、編集長により雑誌のカラーや慣習（ジャンル、ターゲットなど）に捉われない「自由なマンガづくり」がモットーとして掲げられた。これにより雑誌のカラーを持たない、バラエティに富んだ作品がラインナップされることとなった。
創刊号には「特別付録」として森薫描き下ろしのオリジナルキャラクターによるB2判ポスターが封入された。また、「特別企画」として『新クレヨンしんちゃん』アクション仮面スタート記念特別編（臼井儀人&UYスタジオ）が掲載された。
また、ニコニコ静画とのコラボレーションによるページ「月刊のアクション」では、本誌掲載作品の再掲載のほか、一部の本誌掲載作品の新作が掲載される。
本誌の創刊に当たり、アクション仮面の実写版CM映像が作成された。このアクション仮面はプロモーションのために、書店や漫画イベントなどに出現することがある。
2015年には、休刊した『コミックハイ!』から多くの作品が本誌に移籍した。
2023年5月、創刊10周年を迎える。それを記念して5月25日に本誌の公式漫画サイト「げつあくWEB」が誕生。「待てば無料」のシステムとなっており、本誌の最新号も無料で読むことができる。
2024年1月、2月24日発売の4月号で休刊となり、連載作品は『漫画アクション』や『webアクション』『マンガがうがう』へ移籍となることを発表。2月24日をもって休刊。

## 歴代編集長
- 野中郷壱：2013年5月（2013年7月号（創刊号））-

## 休刊号連載作品
2024年4月号。
- 小林さんちのメイドラゴン（クール教信者、2013年7月号 - 2024年4月号）→『漫画アクション』へ移籍[2]
- つぐもも（浜田よしかづ、2013年7月号 - 2024年4月号）←『WEBコミックハイ!』より移籍、→『漫画アクション』へ移籍[2]
- 小林さんちのメイドラゴン カンナの日常（原作：クール教信者、漫画：木村光博、2017年2月号 - 2024年4月号）→『webアクション』へ移籍[2] ※『月刊のアクション』と並行連載
- 青少年アシベ（原作・構成：森下裕美、作画：笑平、2017年9月号 - 2024年4月号）→『webアクション』へ移籍[2]
- 小林さんちのメイドラゴン エルマのOL日記（原作：クール教信者、漫画：カザマアヤミ、2017年10月号 - 2024年4月号）→『webアクション』へ移籍[2]
- ピーター・グリルと賢者の時間（檜山大輔、2017年10月号 - 2024年4月号）→『webアクション』へ移籍[2]
- 京都寺町三条のホームズ（原作：望月麻衣、作画：秋月壱葉、キャラクター原案：ヤマウチシズ、2017年12月号 - 2024年4月号）→『webアクション』へ移籍[2]
- わざと見せてる? 加茂井さん。（エム。、2018年7月号 - 2024年4月号）→『漫画アクション』へ移籍[2]
- 超可動ガールズ（ÖYSTER、2018年11月号 - 2024年4月号）←『月刊のアクション』より移籍、→『webアクション』へ移籍[2]
- 小林さんちのメイドラゴン ルコアは僕の××です。（原作：クール教信者、漫画：歌麿、2019年3月号 - 2024年4月号）→『webアクション』へ移籍[2]
- カワセミさんの釣りごはん（匡乃下キヨマサ、2019年8月号 - 2024年4月号）→『漫画アクション』へ移籍[2]
- 異世界チート開拓記（原作：ファースト、漫画：中村モリス、キャラクター原案：冬空実、2020年1月号 - 2024年4月号）→『マンガがうがう』へ移籍[2]
- 小林さんちのメイドラゴン お篭りぐらしのファフニール（原作：クール教信者、漫画：ノブヨシ侍、2021年1月号 - 2024年4月号）→『webアクション』へ移籍[2]
- アルマギア（原作：Reom、漫画：山崎かのり、コンテ構成：佐藤ミト、2021年9月号 - 2024年4月号）→『webアクション』へ移籍[2]
- 極限夫婦（きづきあきら＋サトウナンキ、2022年2月号 - 2024年4月号）→『漫画アクション』へ移籍[2]
- 鬼人幻燈抄（原作：中西モトオ、漫画：里見有、2022年3月号 - 2024年4月号）→『漫画アクション』へ移籍[2]
- キメラプロジェクト:ゼロ（原作：悠木碧・キメラプロジェクト、漫画：ひつじロボ、2022年3月号 - 2024年4月号）→『webアクション』へ移籍[2]
- ひぐらしのなく頃に 鬼（原作：竜騎士07、原案・漫画：旭、2022年4月号 - 2024年4月号）→『webアクション』へ移籍[2]
- 月出づる街の人々（酢豚ゆうき、2022年7月号 - 2024年4月号）→『webアクション』へ移籍[2]
- 星天のオルド タルク帝国後宮秘史（大西巷一、2022年9月号 - 2024年4月号）
- はじめてのお嬢様（橙夏りり、2022年9月号 - 2024年4月号）→『webアクション』へ移籍[2]
- ヒナのままじゃダメですか？（倉地千尋、2022年11月号 - 2024年4月号）
- かくして!マキナさん!!（里好、2022年12月号 - 2024年4月号）→『webアクション』へ移籍[2]
- 赤ずきん、旅の途中で死体と出会う。（原作：青柳碧人、漫画：たなかのか、2023年3月号 - 2024年4月号）→『webアクション』へ移籍[2]
- 未亡人エルフの金森さん（さねすえ、2023年4月号 - 2024年3月号）→『webアクション』へ移籍[2]
- 若葉ちゃんはわからせたい！（紺吉、2023年4月号 - 2024年4月号）→『webアクション』へ移籍[2]
- おとなりリトルウィッチ（イトカツ、2023年7月号 - 2024年4月号）→『webアクション』へ移籍[2]
- スキだらけだよ山田さん!!（シャルトリューズ山田、2023年8月号 - 2024年4月号）→『webアクション』へ移籍[2]
- 非モテの疑問に答える本（じーこ、原案：AM編集部、2023年9月号 - 2024年4月号）→『webアクション』へ移籍[2]
- 冒険には、武器が必要だ！ 〜こだわりルディの鍛冶屋ぐらし〜（窓口基、2024年2月号 - 2024年4月号）→『webアクション』へ移籍[2]

## 連載終了作品
- 女の子が死ぬ話（柳本光晴、2013年7月号 - 2014年2月号）
- 恋愛3次元デビュー（カザマアヤミ、2013年7月号 - 2014年3月号）
- ちちゃこい日記（サワミソノ、2013年7月号 - 2014年8月号）
- マーダー・インカーネイション（原作：菅原敬太、作画：稲光伸二、2013年7月号 - 2014年8月号）
- 大科学少女（渋谷圭一郎、2013年7月号 - 2014年10月号）
- 月が爆発したので（まことじ、2013年7月号 - 2014年11月号）
- カリュクス（岬下部せすな、2013年7月号 - 2015年3月号）
- 生まれる価値のなかった自分がアンナのためにできるいくつかのこと（永瀬ようすけ、2013年7月号 - 2015年4月号）
- りきじょ（歌麿、2013年7月号 - 2015年5月号）
- 受付の白雪さん（吉沢緑時、2013年7月号 - 2015年6月号）
- 中学性日記（シモダアサミ、2013年7月号 - 2015年6月号）
- アクション仮面（キャラクター原作：臼井儀人、漫画：西脇だっと、ストーリー：アクション仮面プロジェクト、2013年7月号 - 2015年7月号）
- アクレキ（えのきづ、2013年7月号 - 2015年7月号）
- さよならハルメギド（きづきあきら＋サトウナンキ、2013年7月号 - 2015年7月号）※2014年2月号より隔月連載
- ガール メイ キル（板倉梓、2013年7月号 - 2015年8月号）
- ばけもの町のヒトビト（くまのとおる、2013年7月号 - 2015年12月号）
- エジプトの三角（青色イリコ、2013年7月号 - 2016年1月号）
- 王様ゲーム 起源（原作：金沢伸明、作画：山田J太、2013年7月号 - 2016年3月号）
- ふうちゃんとおじいちゃん（オザキミカ、2013年7月号 - 2016年4月号）
- 瑠璃宮夢幻古物店（逢坂八代、2013年7月号 - 2018年4月号）
- 乙女戦争 ディーヴチー・ヴァールカ（大西巷一、2013年7月号 - 2019年6月号）
- 甘露に肩想い（黄島点心、2013年7月号 - 2014年12月号）
- 友情課金カルマンゲイン（カズミヤアキラ、2013年7月号 - 2014年12月号）
- 強豪野球部新入部員のありがちな日常（スズキイッセイ、2013年8月号 - 2015年6月号）
- デスちち（コンノトヒロ、2013年8月号 - 2017年2月号）
- ツク×カノ〜尽くし彼女〜（椎名聰、2013年8月号 - 2014年2月号）※シリーズ連載
- 不安ガール（菊地奈緒美、2013年8月号 - 2014年9月号）
- 和太鼓†ガールズ（すたひろ、2013年9月号 - 2014年9月号）
- わが闘争 妹のためなら世界を粛清してもいいよね!（堀博昭、2013年10月号 - 2015年7月号）
- ReCollection（高野苺、2013年12月号 - 2014年3月号）※不定期連載
- 蒼眼赤髪〜ローマから来た戦国武将〜（原作：太田ぐいや、作画：幸田廣信、2014年1月号 - 2015年2月号）
- ラフナス（白井弓子、2014年2月号 - 2015年4月号）
- orange（高野苺、2014年2月号[14] - 2015年10月号）※『別冊マーガレット』より移籍。
- 魔法精錬〜ガルナルージュと雛菊亭のエルッカ〜（鈴木イゾ、2014年2月号 - 2015年7月号）
- 青の母（茂木清香、2014年5月号 - 2016年7月号）
- 弟の夫（田亀源五郎、2014年11月号 - 2017年7月号）
- 陽の当たらない小出くん（石川ローズ、2014年12月号 - 2016年2月号）
- 嫁いでもオタクです。（カザマアヤミ、2015年1月号 - 2015年10月号）
- デュラハンちゃんは首ったけ（木村光博、2015年1月号 - 2016年3月号）
- ハシレジロー（瀬川藤子、2015年4月号 - 2016年3月号）
- ニヴァウァと斎藤（ながべ、2015年5月号 - 2017年10月号）
- NKJK（吉沢緑時、2015年7月号 - 2016年12月号）
- 猫戸さんは猫をかぶっている（真昼てく、2015年7月号 - 2017年2月号）
- 超可動ガール1/6（ÖYSTER、2015年8月号 - 2016年1月号）※『コミックハイ!』より移籍
- 女子高生Girls-High（大島永遠、2015年8月号 - 2016年8月号）※『コミックハイ!』より移籍
- ラストメンヘラー（原作：伊瀬勝良、漫画：天野しゅにんた、2015年8月号 - 2016年12月号）※『コミックハイ!』より移籍、隔月連載
- ハナとヒナは放課後（森永みるく、2015年8月号 - 2017年1月号）※『コミックハイ!』より移籍
- 買い食いハラペコラ（藤こよみ、2015年8月号 - 2017年9月号）※『コミックハイ!』より移籍
- つうがくろ（かがみふみを、2015年8月号 - 2016年5月号）※『コミックハイ!』より移籍、不定期連載
- 嘘つきは妹のはじまり（奈月ここ、2015年9月号 - 2016年2月号）※『コミックハイ!』より移籍
- バテリバイス 人間電池と砂の巨像（原作：千賀史貴、作画：赤岸K、2015年9月号 - 2016年8月号）
- 女王様の絵師（私屋カヲル、2015年9月号 - 2016年12月号）※『コミックハイ!』より移籍
- 青春のアフター（緑のルーペ、2015年9月号 - 2017年8月号）※『コミックハイ!』より移籍
- 千と万（関谷あさみ、2015年11月号 - 2016年8月号）※『コミックハイ!』より移籍、隔月連載
- 青の双翼 〜Phantom of Dragon〜（稲荷家房之介、2016年1月号 - 2018年8月号）※『haruca』より移籍、隔月連載
- 私の少年（高野ひと深、2016年2月号 - 2018年2月号）※『週刊ヤングマガジン』（講談社）に移籍
- 桐谷さん ちょっそれ食うんすか!?（ぽんとごたんだ、2016年2月号 - 2018年4月号）※『漫画アクション』に移籍
- おはよーございますっ!（佐藤みりん、2016年3月号 - 2017年1月号）
- ソリゲリス（まつぽん、2016年4月号 - 2016年8月号）※『orange』のスピンオフ、不定期連載
- 蛍火の灯る頃に（原作：竜騎士07、作画：小池ノクト、2016年5月号 - 2018年4月号）
- 少年アシベ GO!GO!ゴマちゃん（原作：森下裕美、作画：おぎのじゅんこ、監修：Team Goma、2016年6月号 - 2017年4月号）※『まんがタウン』へ移籍
- ファイブ＋（ふるかわしおり、2016年7月号 - 2023年8月号）※『ファイブ』の続編
- 踏切時間（里好、2016年7月号 - 2021年11月号）
- 間くんは選べない（板倉梓、2016年9月号 - 2017年12月号）
- 悪のボスと猫。（ボマーン、2016年9月号 - 2018年4月号）※『漫画アクション』と並行連載
- うちのメイドがウザすぎる!（中村カンコ、2016年10月号 - 2023年3月号）
- 君の膵臓をたべたい（原作：住野よる、作画：桐原いづみ、2016年10月号 - 2017年7月号）
- はざかいまちの御客様（むらきたまりこ、2016年11月号 - 2017年12月号）
- ふくねこ（松沢まり、2016年11月号 - 2018年10月号）
- サクラコ博士のメモリアツリー（岬下部せすな、2017年2月号 - 2018年9月号）
- ディエンビエンフー TRUE END（西島大介、2017年3月号 - 2018年9月号）※『月刊IKKI』より移籍
- 清く貧しく（菅原じょにえる、2017年4月号 - 2018年4月号）
- 荒野の花嫁（村山慶、2017年4月号 - 2019年12月号）
- ノブナガ先生の幼な妻（紺野あずれ、2017年7月号 - 2019年10月号）
- 書店員さんの部屋に聖騎士が住んでます。（あかまる＋TATSUBON、2017年8月号 - 2018年11月号）
- LOOP THE LOOP 飽食の館（原作：Kate（sweet ampoule）、漫画：カズミヤアキラ、2017年8月号 - 2019年1月号）
- また、同じ夢を見ていた（原作：住野よる、作画：桐原いづみ、2017年11月号 - 2018年10月号）
- 大奴隷区 〜君と1億3千万の奴隷〜（原作：岡田伸一、漫画：オオイシヒロト、2018年1月号 - 2018年7月号）※単行本から再録、集中連載
- 僕らの色彩（田亀源五郎、2018年5月号 - 2020年7月号）
- ネコ先輩さすがです!（卯月よう、2018年5月号 - 2020年10月号）
- モモノ怪トガリ（黒谷宗史、2018年6月号 - 2019年5月号）
- 君になれ（高野苺、2018年6月号 - 2018年10月号）※『webアクション』に移籍
- 二日目の酔い子ちゃん（市川ヒロシ、2018年9月号 - 2019年11月号）
- ヤるなよヤるなよ絶対ヤるなよことりちゃん（奈月ここ、2018年11月号 - 2020年3月号）
- 地球侵略少女アスカ（伊藤伸平、2018年11月号 - 2020年9月号）
- 幸福ごっこ（岬千皓、2018年12月号 - 2019年10月号）
- 漫画家アシスタント三郷さん（29）は婚活中（さとうユーキ、2018年12月号 - 2019年12月号）
- 青に、ふれる。（鈴木望、2019年2月号 - 2024年2月号）
- 無敵の人（きづきあきら＋サトウナンキ、2019年3月号 - 2020年6月号）
- 魔王様、リトライ!（原作：神埼黒音、作画：身ノ丈あまる、キャラクター原案：緒方剛志、2019年7月号 - 2019年11月号）※単行本から再録、集中連載
- 徳川の猿〜TOKUGAWA MONKEYS〜（藤田かくじ、2019年7月号 - 2021年7月号）
- 弧を描く（原作：岩井良樹、作画：木下聡志、2019年10月号 - 2021年10月号）
- 罪のない者だけが石を投げよ（模勉みきひと、2019年11月号 - 2020年5月号）
- オヤジが美少女になってた話（赤信号わたる、2019年12月号 - 2021年5月号）
- 人間のいない国（岩飛猫、2019年12月号 - 2023年7月号）
- 乙女戦争 外伝I: 赤い瞳のヴィクトルカ（大西巷一、2020年1月号 - 2020年5月号）
- 放課後のサロメ（星窪朱子、2020年5月号 - 2020年7月号）※『webアクション』に移籍
- 異世界ヤンキー八王子（奥嶋ひろまさ、2020年2月号 - 2021年3月号）※第一部完
- 本橋兄弟（RENA、2020年2月号 - 2023年2月号）※『トーチweb』より移籍、『webアクション』に移籍[15]
- こえでおしごと!!（紺野あずれ、2020年7月号 - 2022年1月号）
- 童の神（原作：今村翔吾、漫画：深谷陽、2020年7月号 - 2022年12月号）
- 死にやすい公爵令嬢と七人の貴公子（原作：瀬尾照、漫画：鈴木イゾ、キャラクター原案：六七質、2020年8月号 - 2023年7月号）
- 時給三〇〇円の死神（原作：藤まる、作画：桐原いづみ、2020年9月号 - 2021年9月号）
- 竜王の娘 中国幻想選（鮫島圓、2020年12月号 - 2021年3月号）※短期集中連載
- シキザクラ（原作：サブリメイション、漫画：青木ハヤト、2021年2月号 - 2023年1月号）
- しゅうまつの小日向さん（有田イマリ、世界観デザイン：ぽち、2021年2月号 - 2023年3月号）
- 群舞のペア碁（高木ユーナ、2021年3月号 - 2023年2月号）
- 新選組といっしょ（大羽快、2021年7月号 - 2023年6月号）
- モンスターの婚活屋さん（私屋カヲル、2021年7月号 - 2023年5月号）
- クマ倉さんと僕（神春、2021年8月号 - 2022年12月号）

## 映像化作品

### アニメ化
| 作品                         | 放送年          | アニメーション制作                            | 備考                     |
| ---------------------------- | --------------- | --------------------------------------------- | ------------------------ |
| orange                       | 2016年          | テレコム・アニメーションフィルム              | 他誌から移籍後。映画あり |
| 小林さんちのメイドラゴン     | 2017年（第1期） | 京都アニメーション                            | ショートアニメあり       |
| 小林さんちのメイドラゴン     | 2021年（第2期） | 京都アニメーション                            | ショートアニメあり       |
| つぐもも                     | 2017年（第1期） | ゼロジー                                      |                          |
| つぐもも                     | 2020年（第2期） | ゼロジー                                      |                          |
| 踏切時間                     | 2018年          | EKACHI EPILKA                                 |                          |
| うちのメイドがウザすぎる!    | 2018年          | 動画工房                                      | OVAあり                  |
| 超可動ガール1/6              | 2019年          | studio A-CAT                                  |                          |
| ノブナガ先生の幼な妻         | 2019年          | アニメーションスタジオ・セブン                |                          |
| ピーター・グリルと賢者の時間 | 2020年（第1期） | ウルフズベイン                                |                          |
| ピーター・グリルと賢者の時間 | 2022年（第2期） | ウルフズベイン アニメーションスタジオ・セブン |                          |

出版社を移籍して本誌でリブートするより前にOVA化された作品には『こえでおしごと!』がある。
本誌から掲載誌を移籍した後にテレビアニメ化された作品には『かくして!マキナさん!!』がある。

### 実写化
| 作品     | 放送年 | 制作                | 備考           |
| -------- | ------ | ------------------- | -------------- |
| ファイブ | 2017年 | フジテレビ          | 他誌から移籍後 |
| 弟の夫   | 2018年 | NHKエンタープライズ |                |

| 作品            | 公開年 | 配給         | 備考           |
| --------------- | ------ | ------------ | -------------- |
| orange          | 2015年 | 東宝         | 他誌から移籍後 |
| 和太鼓†ガールズ | 2021年 | アンプラグド |                |

## 主催賞

### 双葉社カミカゼ賞
2013年5月、本誌の創刊と同時に創設された新人賞である。ただし本誌単独の主催ではなく「漫画アクション編集部」としての開催で、「雑誌横断的」な新人賞となっている。

### 概要
ジャンル - ストーリー、ショート、4コマなど、ジャンルは問わず募集する。
審査員 - 本誌編集部員とゲスト審査員。第1回のゲスト審査員として福満しげゆきが参加した。
掲載 - 佳作以上の受賞作品は本誌および『漫画アクション』、『まんがタウン』、『コミックハイ!』、『WEBコミックアクション』の各誌いづれかへの掲載が約束される。

### 主な賞
大賞 - 賞金100万円
入選 - 賞金30万円
佳作 - 賞金10万円
全てに副賞としてCLIP STUDIO PAINT EX（CELSYS）が贈られる。

### 受賞者一覧
| 双葉社カミカゼ賞 | 双葉社カミカゼ賞 | 双葉社カミカゼ賞 | 双葉社カミカゼ賞 | 双葉社カミカゼ賞 | 双葉社カミカゼ賞       | 双葉社カミカゼ賞                                                                     | 双葉社カミカゼ賞                      |
| 回               | 締切             | ゲスト審査員     | 大賞             | 入選             | 佳作                   | 選外奨励賞                                                                           | 発表号                                |
| ---------------- | ---------------- | ---------------- | ---------------- | ---------------- | ---------------------- | ------------------------------------------------------------------------------------ | ------------------------------------- |
| 1                | 2013年9月30日    | 福満しげゆき     | 該当作なし       | 該当作なし       | - DS「私たちの最適解」 | - 真昼てく「雪に陽だまり」 - 永田一由「ピンチヒッター」 - ヤマモト岳輝「フルトフル」 | - 2014年1月号（2013年11月25日発売）。 |
| 2                | 2014年3月31日    | 押見修造         |                  |                  |                        |                                                                                      |                                       |

## レーベル
本誌掲載作品は月刊アクションコミックスに収録される。同レーベルは「ACTION COMICS」のサブレーベルであり、表紙や扉、奥付には「ACTION COMICS」の記載のみであるが、カバー及び本体の背表紙には「GEKKANN ACTION」と記載されたロゴマークが入り、帯などにも「月刊アクションコミックス」の記載が入る。
2014年1月10日に創刊され、新刊は毎月10日頃（曜日により変更される）に発売となる。
第1回刊行分は『アクション仮面』『王様ゲーム 起源』『カリュクス』『乙女戦争 ディーヴチー・ヴァールカ』『ガール メイ キル』の5冊であった（ISBN順）。また、同内容の電子書籍版の無料購読の権利が付いている（期間限定、専用アプリ要）。